# Munkefjorden
Munkefjorden (nordsamisk: Uvduvuonna) er en fjordarm af Kjøfjorden og Varangerfjorden i Sør-Varanger kommune i Troms og Finnmark fylke i Norge. Fjorden går 5,5 km mod sydvest til bygden Munkefjord i enden af fjorden. Fjorden har indløb mellem Steinnes i vest og Sandneset i øst og er en fortsættelse af Neidenfjorden. Neidenelva munder ud på vestsiden ved indløbet til fjorden.
Europavej E6 går langs bunden og østsiden af fjorden.